# Eriobotrya elliptica
Eriobotrya elliptica är en rosväxtart som beskrevs av John Lindley. Eriobotrya elliptica ingår i släktet eriobotryor, och familjen rosväxter.

## Underarter
Arten delas in i följande underarter:
- E. e. elliptica
- E. e. petelotii